# ویاه
«ویاه» آلبومی از هنرمند اهل مصر عمرو دیاب است که در سال ۲۰۰۹ میلادی منتشر شد.